# Sebastian Malinowski

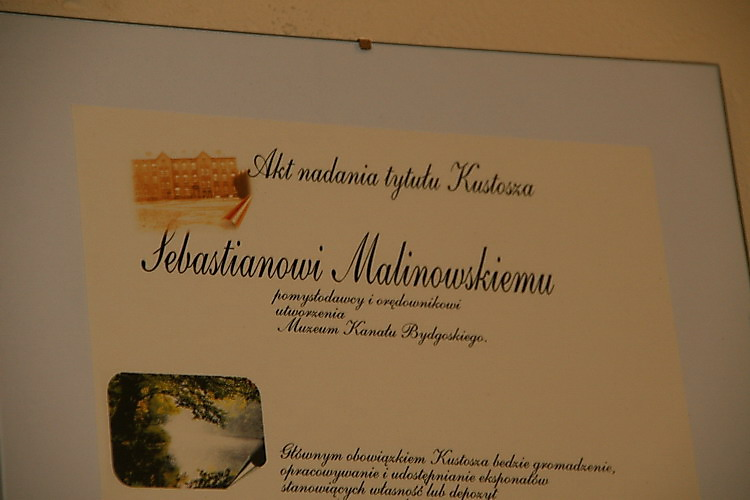
Kustosz Muzeum Kanału Bydgoskiego

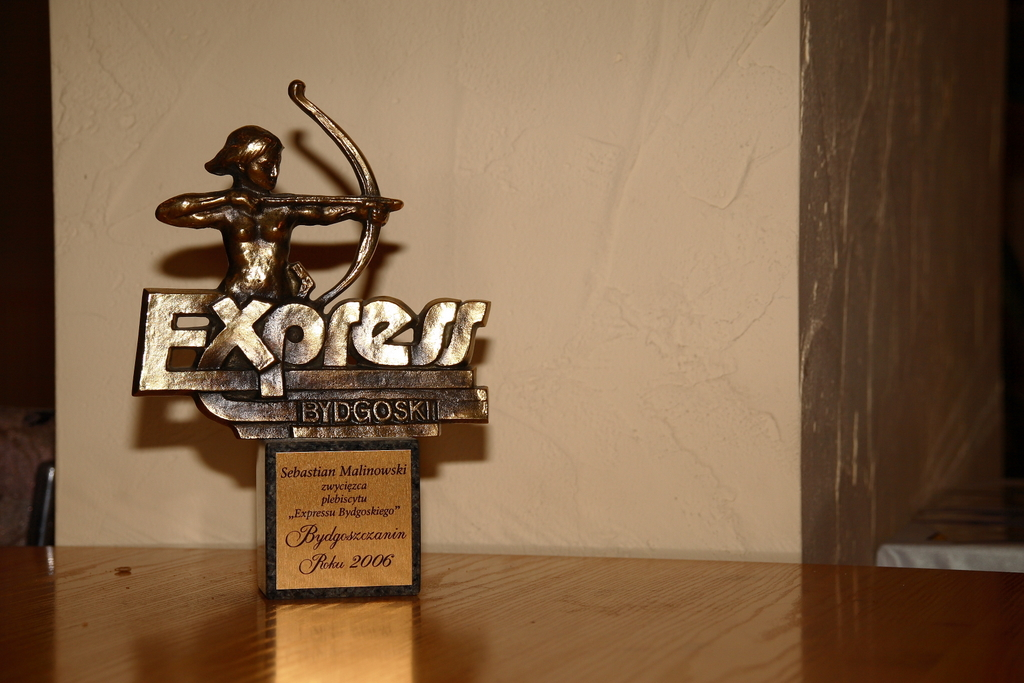
Bydgoszczanin Roku 2006

Sebastian Piotr Malinowski (ur. 18 grudnia 1970 w Bydgoszczy, zm. 4 lutego 2008 tamże) – historyk, nauczyciel, działacz społeczny oraz działacz „Solidarności”.

## Życiorys
Był synem Jana i Danuty. Uczęszczał do Szkoły Podstawowej nr 29 przy ul. Stawowej (dziś IV LO). Naukę, kontynuował w Liceum Ogólnokształcącym nr VI w Bydgoszczy. Po złożeniu egzaminu dojrzałości, 1 października 1989 rozpoczął studia historyczne o specjalności archiwistycznej na Uniwersytecie Mikołaja Kopernika w Toruniu, które ukończył w 1994. W 1995 został nauczycielem historii w III LO w Bydgoszczy, a w 2003 dodatkowo prowadził zajęcia w zakresie edukacji regionalnej w Kujawsko-Pomorskiej Szkole Wyższej.
Zgłębiał historię regionu, bliskich mu Kujaw i Bydgoszczy. Z regionalistyki czerpał inspiracje do inicjatyw kulturalnych, realizowanych najpierw na gruncie szkoły, które nabrały charakteru wydarzeń o znaczeniu lokalnym oraz ogólnopolskim.
Jego zainteresowanie historią, współczesnością oraz promocją miasta spowodowały, że angażował się w działalność bydgoskich organizacji społecznych i kulturalnych. Był aktywistą Towarzystwa Miłośników Miasta Bydgoszczy, Bydgoskiego Towarzystwa Heraldyczno-Genealogicznego, Społecznego Komitetu Budowy Pomnika Kazimierza Wielkiego, Społecznego Komitetu Rekonstrukcji Zachodniej Pierzei Starego Rynku w Bydgoszczy, Stowarzyszenia Pomocy Charytatywnej „Wschód”. W 1999 był również zatrudniony na stanowisku dyrektora Bydgoskiego Towarzystwa Naukowego. Współpracował przy organizacji Muzeum Dyplomacji i Uchodźstwa Polskiego w Bydgoszczy i przygotowaniu obchodów 40-lecia BTN. Od 2005 znalazł się w szeregach Stowarzyszenia „Kanał Bydgoski”, w którym kierował sekcją historyczną.
Był autorem artykułów poświęconych dziejom Bydgoszczy, założycielem i kustoszem Muzeum Kanału Bydgoskiego i Muzeum Wolności i Solidarności w Bydgoszczy. Pasjonował się również dawnymi Inflantami, od 2001 był kanclerzem Bractwa Inflanckiego.
Był twórcą imprez edukacyjnych, m.in. trzech edycji Forum Inicjatyw Probydgoskich i Ogólnopolskiego Konkursu Wiedzy o Kujawach oraz Konkursu Wiedzy o Kanale Bydgoskim. Był związany z rocznikiem naukowym „Zeszyty Historyczne Muzeum Wolności i Solidarności”, ogólnopolskim miesięcznikiem „Świat Inflant” oraz współpracownikiem „Encyklopedii Solidarności”.
Innym obszarem aktywności Sebastiana Malinowskiego była działalność w strukturach NSZZ Solidarność. Od czerwca 2004 pełnił funkcje, wiceprzewodniczącego Międzyzakładowej Komisji Pracowników Oświaty NSZZ „Solidarność”, od stycznia 2005 był członkiem Zarządu Sekcji Regionalnej Pracowników Oświaty i Wychowania NSZZ „Solidarność, a w czerwcu 2006 wszedł w skład Komisji Rewizyjnej Zarządu Regionu NSZZ „Solidarność”.
Stał się osobą rozpoznawalną w mieście i regionie. W 2006 został wybrany „Bydgoszczaninem Roku” przez czytelników Expresu Bydgoskiego, w marcu 2007 został odznaczony przez Radę Miasta Bydgoszczy Medalem Kazimierza Wielkiego, a w październiku 2007 za szczególne osiągnięcia w pracy dydaktyczno-wychowawczej otrzymał nagrodę Kujawsko-Pomorskiego Kuratora Oświaty.
Zmarł w nocy z niedzieli na poniedziałek (4 lutego 2008) w swym domu. Pozostawił żonę Joannę i córkę Marcelinę. Został pochowany na cmentarzu komunalnym przy ul. Wiślanej. 21 października 2008 jego grób został przeniesiony na cmentarz Starofarny przy ul. Grunwaldzkiej w Bydgoszczy.
W maju 2009 roku Rada Miasta Bydgoszczy nadała nazwę Bulwar Sebastiana Malinowskiego, północnej części bulwaru Kanału Bydgoskiego, między ulicami Bronikowskiego a Wrocławską.

## Wybrane publikacje
- Historia i teraźniejszość III Liceum Ogólnokształcącego w Bydgoszczy (1997, współautor, ISBN 83-87145-02-5)
- Bydgoski węzeł wodny: materiały pokonferencyjne z pierwszego sympozjum historyczno-literackiego, z okazji uroczystej inauguracji działalności Muzeum Kanału Bydgoskiego (2006, redakcja, ISBN 83-7456-146-7)